# كلايس بانج
كلايس بانج (بالإنجليزية: Claes Bang)‏ هو ممثل وموسيقي دنماركي ولد في 28 أبريل 1967.

## وصلات خارجية
- كلايس بانج على موقع IMDb (الإنجليزية)
- كلايس بانج على موقع ألو سيني (الفرنسية)
- كلايس بانج على موقع ميوزك برينز (الإنجليزية)
- كلايس بانج على موقع أول موفي (الإنجليزية)
- كلايس بانج على موقع قاعدة بيانات الأفلام السويدية (السويدية)
- كلايس بانج على موقع ديسكوغز (الإنجليزية)
- كلايس بانج على موقع قاعدة بيانات الفيلم (الإنجليزية)
- كلايس بانج على موقع كينوبويسك (الروسية)